# Anthony Laffor
Anthony Snoti Laffor (Monrovia, 17 febbraio 1985) è un ex calciatore liberiano, di ruolo attaccante.

## Palmarès

### Club

#### Competizioni nazionali
- Campionato sudafricano: 5

SuperSport Utd: 2008-2009, 2009-2010
Mamelodi Sundowns: 2013-2014, 2015-2016, 2017-2018
- Nedbank Cup: 1

Mamelodi Sundowns: 2015
- Coppa di Lega sudafricana: 1

Mamelodi Sundowns: 2015

#### Competizioni internazionali
- CAF Champions League: 1

Mamelodi Sundowns: 2016
- Supercoppa CAF: 1

Mamelodi Sundowns: 2017